# 愛知貰い子殺人事件
愛知貰い子殺人事件（あいちもらいごさつじんじけん）は、1913年（大正2年）5月24日に発覚した、愛知県愛知郡愛知町（現在の名古屋市中川区及び中村区）日置若狭に在住の坂倉しげ（45歳）を主犯とする大量殺人事件である。

## 発覚まで
主犯のしげは、伊勢藤堂藩士の娘として生まれた。結婚して坂倉家の女となった。1898年より私生児を40 - 50円の養育費と共に引取り、その私生児を次々と殺害していった。1913年（大正2年）5月には既に200人ほど殺害していた。日露戦争時には夫が出征、死亡するなどして、未亡人となった女性の子供を次々と引き取り、殺害した。犯行の足がつかないように2、3人殺すごとに引越しを繰り返していた。共犯者の沖つた（45歳、名古屋市中区在住）と猪飼なを（62歳、愛知郡天白村平針在住）は浮気相手を連れ込むための隠れ家で貰い子を殺害した。子供を40円で預けたある芸妓は、子供の顔を見ようと何度もしげのもとを訪れたが会えず。不審に思い警察に相談。しげは警察に逮捕された。逮捕の10日後、新聞によって一般に公表された。

## 犯人の処分
1914年（大正3年）6月29日、坂倉しげ・沖つた・猪飼なをの3人に死刑が言い渡された。同年10月21日に死刑が確定。1915年（大正4年）9月9日に死刑が執行された。

## 類似案件の摘発
佐々木すし（55歳）ら10名が検挙され、熱田界隈で32名が貰い子殺しの犠牲となったことが同年6月27日に判明。このうち鈴木のぶ（62歳）ら4名が貰い子170名を斡旋していた。6月30日滋賀県愛知郡豊国村の中西与惣松（68歳）ら3名が共謀し、9年前から貰い子殺人を繰り返しており、警察の取り調べを受けていたことが発覚。